# Copa Heineken 1999–00
A Copa Heineken 1999-00 foi a 5ª edição do evento e foi vencida pela equipa inglesa do Northampton Saints

## Times
Os 24 times foram divididos em 6 grupos de 4 equipes e jogaram em turno de ida e de volta.
Os vencedores e os dois melhores segundos classificados avançaram para as quartas de final.
| França | Inglaterra                                                                                           | País de Gales                                                           | Escócia                              | Irlanda                                         | Itália                               |
| --- | --- | ----------------------------------------------------------------------- | ------------------------------------ | ----------------------------------------------- | ------------------------------------ |
| - Stade Français - Stade Toulousain - Club Sportif Bourgoin-Jallieu - US Colomiers - ASM Clermont Auvergne - FC Grenoble | - Leicester Tigers - Bath Rugby - London Wasps - Saracens F.C. - Harlequin F.C. - Northampton Saints | - Swansea RFC - Llanelli RFC - Pontypridd RFC - Cardiff RFC - Neath RFC | - Edinburgh Rugby - Glasgow Warriors | - Leinster Rugby - Munster Rugby - Ulster Rugby | - Petrarca Padova - Benetton Treviso |

## Primeira fase

### 1 Grupo
| 19 novembro, 1999 |         |                  |            |
| Leinster Rugby    | 27 - 20 | Leicester Tigers | Donnybrook |
|                   |         |                  | Donnybrook |

| 21 novembro, 1999 |         |                  |                  |
| Stade Français    | 37 - 18 | Glasgow Warriors | Stade Jean Bouin |
|                   |         |                  | Stade Jean Bouin |

| 26 novembro, 1999 |         |                |           |
| Glasgow Warriors  | 29 - 17 | Leinster Rugby | Hughenden |
|                   |         |                | Hughenden |

| 27 novembro, 1999 |         |                |              |
| Leicester Tigers  | 30 - 25 | Stade Français | Welford Road |
|                   |         |                | Welford Road |

| 12 dezembro, 1999 |        |                |                  |
| Stade Français    | 39 - 6 | Leinster Rugby | Stade Jean Bouin |
|                   |        |                | Stade Jean Bouin |

| 12 dezembro, 1999 |         |                  |                |
| Glasgow Warriors  | 30 - 17 | Leicester Tigers | McDiarmid Park |
|                   |         |                  | McDiarmid Park |

| 17 dezembro, 1999 |         |                |            |
| Leinster Rugby    | 24 - 23 | Stade Français | Donnybrook |
|                   |         |                | Donnybrook |

| 18 dezembro, 1999 |         |                  |              |
| Leicester Tigers  | 34 - 21 | Glasgow Warriors | Welford Road |
|                   |         |                  | Welford Road |

| 7 janeiro, 2000 |         |                  |            |
| Leinster Rugby  | 44 - 17 | Glasgow Warriors | Donnybrook |
|                 |         |                  | Donnybrook |

| 8 janeiro, 2000 |         |                  |                  |
| Stade Français  | 38 - 16 | Leicester Tigers | Stade Jean Bouin |
|                 |         |                  | Stade Jean Bouin |

| 14 janeiro, 2000 |         |                |           |
| Glasgow Warriors | 15 - 30 | Stade Français | Hughenden |
|                  |         |                | Hughenden |

| 15 janeiro, 2000 |         |                |              |
| Leicester Tigers | 10 - 32 | Leinster Rugby | Welford Road |
|                  |         |                | Welford Road |

| Time             | J | V | E | D | TF | TC | TD | PF  | PC  | PD  | Pts |
| ---------------- | - | - | - | - | -- | -- | -- | --- | --- | --- | --- |
| Stade Français   | 6 | 4 | 0 | 2 | 22 | 9  | 13 | 192 | 109 | 83  | 8   |
| Leinster         | 6 | 4 | 0 | 2 | 12 | 17 | −5 | 150 | 138 | 12  | 8   |
| Glasgow Rugby    | 6 | 2 | 0 | 4 | 14 | 23 | −9 | 130 | 179 | −49 | 4   |
| Leicester Tigers | 6 | 2 | 0 | 4 | 12 | 11 | 1  | 127 | 173 | −46 | 4   |

### 2 Grupo
| 20 novembro, 1999 |         |                 |            |
| Swansea RFC       | 66 - 19 | Petrarca Padova | St Helen's |
|                   |         |                 | St Helen's |

| 20 novembro, 1999 |         |                  |                       |
| Bath Rugby        | 25 - 32 | Stade Toulousain | The Recreation Ground |
|                   |         |                  | The Recreation Ground |

| 27 novembro, 1999 |         |            |                   |
| Petrarca Padova   | 15 - 56 | Bath Rugby | Stadio Plebiscito |
|                   |         |            | Stadio Plebiscito |

| 27 novembro, 1999 |        |             |                  |
| Stade Toulousain  | 46 - 3 | Swansea RFC | Les Sept Deniers |
|                   |        |             | Les Sept Deniers |

| 10 dezembro, 1999 |        |            |            |
| Swansea RFC       | 10 - 9 | Bath Rugby | St Helen's |
|                   |        |            | St Helen's |

| 11 dezembro, 1999 |         |                  |                   |
| Petrarca Padova   | 17 - 39 | Stade Toulousain | Stadio Plebiscito |
|                   |         |                  | Stadio Plebiscito |

| 18 dezembro, 1999 |        |                 |                  |
| Stade Toulousain  | 51 - 0 | Petrarca Padova | Les Sept Deniers |
|                   |        |                 | Les Sept Deniers |

| 11 janeiro, 2000 |        |             |                       |
| Bath Rugby       | 20 - 9 | Swansea RFC | The Recreation Ground |
|                  |        |             | The Recreation Ground |

| 7 janeiro, 2000 |        |                  |            |
| Swansea RFC     | 9 - 18 | Stade Toulousain | St Helen's |
|                 |        |                  | St Helen's |

| 8 janeiro, 2000 |        |                 |                       |
| Bath Rugby      | 41 - 0 | Petrarca Padova | The Recreation Ground |
|                 |        |                 | The Recreation Ground |

| 15 janeiro, 2000 |         |             |                   |
| Petrarca Padova  | 25 - 29 | Swansea RFC | Stadio Plebiscito |
|                  |         |             | Stadio Plebiscito |

| 15 janeiro, 2000 |         |            |                 |
| Stade Toulousain | 14 - 19 | Bath Rugby | Stade Municipal |
|                  |         |            | Stade Municipal |

| Time             | J | V | E | D | TF | TC | TD  | PF  | PC  | PD   | Pts |
| ---------------- | - | - | - | - | -- | -- | --- | --- | --- | ---- | --- |
| Stade Toulousain | 6 | 5 | 0 | 1 | 24 | 5  | 19  | 200 | 73  | 127  | 10  |
| Bath Rugby       | 6 | 4 | 0 | 2 | 15 | 8  | 7   | 170 | 80  | 90   | 8   |
| Swansea RFC      | 6 | 3 | 0 | 3 | 14 | 13 | 1   | 126 | 137 | −11  | 6   |
| Petrarca Padova  | 6 | 0 | 0 | 6 | 11 | 38 | −27 | 76  | 282 | −206 | 0   |

### 3 Grupo
| 20 novembro, 1999 |         |              |                    |
| Bourgoin          | 26 - 12 | Ulster Rugby | Stade Pierre Rajon |
|                   |         |              | Stade Pierre Rajon |

| 21 novembro, 1999 |         |                   |                     |
| London Wasps      | 22 - 13 | Llanelli Scarlets | Loftus Road Stadium |
|                   |         |                   | Loftus Road Stadium |

| 26 novembro, 1999 |        |              |           |
| Ulster Rugby      | 6 - 19 | London Wasps | Ravenhill |
|                   |        |              | Ravenhill |

| 27 novembro,      |        |          |              |
| Llanelli Scarlets | 29 -10 | Bourgoin | Stradey Park |
|                   |        |          | Stradey Park |

| 10 dezembro, 1999 |        |                   |           |
| Ulster Rugby      | 6 - 29 | Llanelli Scarlets | Ravenhill |
|                   |        |                   | Ravenhill |

| 11 dezembro, 1999 |         |              |                    |
| Bourgoin          | 15 - 21 | London Wasps | Stade Pierre Rajon |
|                   |         |              | Stade Pierre Rajon |

| 18 dezembro, 1999 |        |              |              |
| Llanelli Scarlets | 20 - 3 | Ulster Rugby | Stradey Park |
|                   |        |              | Stradey Park |

| 19 dezembro, 1999 |         |          |                     |
| London Wasps      | 37 - 23 | Bourgoin | Loftus Road Stadium |
|                   |         |          | Loftus Road Stadium |

| 8 janeiro, 2000 |         |                   |                    |
| Bourgoin        | 30 - 36 | Llanelli Scarlets | Stade Pierre Rajon |
|                 |         |                   | Stade Pierre Rajon |

| 9 janeiro, 2000 |         |              |                     |
| London Wasps    | 49 - 17 | Ulster Rugby | Loftus Road Stadium |
|                 |         |              | Loftus Road Stadium |

| 14 janeiro, 2000 |         |          |           |
| Ulster Rugby     | 27 - 36 | Bourgoin | Ravenhill |
|                  |         |          | Ravenhill |

| 15 janeiro, 2000  |         |              |              |
| Llanelli Scarlets | 25 - 15 | London Wasps | Stradey Park |
|                   |         |              | Stradey Park |

| Time              | J | V | E | D | TF | TC | TD  | PF  | PC  | PD   | Pts |
| ----------------- | - | - | - | - | -- | -- | --- | --- | --- | ---- | --- |
| Llanelli Scarlets | 6 | 5 | 0 | 1 | 17 | 8  | 9   | 152 | 86  | 66   | 10  |
| London Wasps      | 6 | 5 | 0 | 1 | 16 | 9  | 7   | 163 | 99  | 64   | 10  |
| Bourgoin          | 6 | 2 | 0 | 4 | 14 | 14 | 0   | 140 | 162 | −22  | 4   |
| Ulster Rugby      | 6 | 0 | 0 | 6 | 4  | 20 | −16 | 71  | 179 | −108 | 0   |

### 4 Grupo
| 20 novembro, 1999 |         |                |              |
| Munster Rugby     | 32 - 10 | Pontypridd RFC | Thomond Park |
|                   |         |                | Thomond Park |

| 21 novembro, 1999 |         |               |              |
| Colomiers         | 19 - 16 | Saracens F.C. | Stade Selery |
|                   |         |               | Stade Selery |

| 26 novembro, 1999 |         |           |             |
| Pontypridd RFC    | 22 - 14 | Colomiers | Sardis Road |
|                   |         |           | Sardis Road |

| 28 novembro, 1999 |         |               |               |
| Saracens F.C.     | 34 - 35 | Munster Rugby | Vicarage Road |
|                   |         |               | Vicarage Road |

| 11 dezembro, 1999 |         |               |              |
| Colomiers         | 15 - 31 | Munster Rugby | Stade Selery |
|                   |         |               | Stade Selery |

| 12 dezembro, 1999 |         |                |               |
| Saracens F.C.     | 52 - 35 | Pontypridd RFC | Vicarage Road |
|                   |         |                | Vicarage Road |

| 17 dezembro, 1999 |         |               |             |
| Pontypridd RFC    | 18 - 22 | Saracens F.C. | Sardis Road |
|                   |         |               | Sardis Road |

| 18 dezembro, 1999 |        |           |               |
| Munster Rugby     | 23 - 5 | Colomiers | Musgrave Park |
|                   |        |           | Musgrave Park |

| 8 janeiro, 2000 |         |               |              |
| Munster Rugby   | 31 - 30 | Saracens F.C. | Thomond Park |
|                 |         |               | Thomond Park |

| 9 janeiro, 2000 |         |                |              |
| Colomiers       | 38 - 21 | Pontypridd RFC | Stade Selery |
|                 |         |                | Stade Selery |

| 15 janeiro, 2000 |         |               |             |
| Pontypridd RFC   | 38 - 36 | Munster Rugby | Sardis Road |
|                  |         |               | Sardis Road |

| 16 janeiro, 2000 |         |           |               |
| Saracens F.C.    | 52 - 15 | Colomiers | Vicarage Road |
|                  |         |           | Vicarage Road |

| Time           | J | V | E | D | TF | TC | TD | PF  | PC  | PD  | Pts |
| -------------- | - | - | - | - | -- | -- | -- | --- | --- | --- | --- |
| Munster Rugby  | 6 | 5 | 0 | 1 | 19 | 14 | 5  | 188 | 132 | 56  | 10  |
| Saracens F.C.  | 6 | 3 | 0 | 3 | 24 | 15 | 9  | 206 | 153 | 53  | 6   |
| Colomiers      | 6 | 2 | 0 | 4 | 13 | 20 | −7 | 144 | 194 | −50 | 4   |
| Pontypridd RFC | 6 | 2 | 0 | 4 | 13 | 20 | −7 | 106 | 165 | −59 | 4   |

### 5 Grupo
| 19 novembro, 1999 |         |                |                   |
| Cardiff RFC       | 32 - 32 | NEC Harlequins | Cardiff Arms Park |
|                   |         |                | Cardiff Arms Park |

| 20 novembro, 1999 |         |                |                           |
| Benetton Treviso  | 15 - 21 | AS Montferrand | Stadio Comunale di Monigo |
|                   |         |                | Stadio Comunale di Monigo |

| 27 novembro, 1999 |         |                  |                      |
| NEC Harlequins    | 19 - 22 | Benetton Treviso | The Twickenham Stoop |
|                   |         |                  | The Twickenham Stoop |

| 27 novembro, 1999 |         |             |                       |
| AS Montferrand    | 46 - 13 | Cardiff RFC | Stade Marcel Michelin |
|                   |         |             | Stade Marcel Michelin |

| 11 dezembro, 1999 |         |                  |                   |
| Cardiff RFC       | 23 - 16 | Benetton Treviso | Cardiff Arms Park |
|                   |         |                  | Cardiff Arms Park |

| 11 dezembro, 1999 |        |                |                      |
| NEC Harlequins    | 11 - 9 | AS Montferrand | The Twickenham Stoop |
|                   |        |                | The Twickenham Stoop |

| 18 dezembro, 1999 |         |             |                           |
| Benetton Treviso  | 16 - 40 | Cardiff RFC | Stadio Comunale di Monigo |
|                   |         |             | Stadio Comunale di Monigo |

| 18 dezembro, 1999 |        |                |                       |
| AS Montferrand    | 32 - 9 | NEC Harlequins | Stade Marcel Michelin |
|                   |        |                | Stade Marcel Michelin |

| 8 janeiro, 2000  |         |                |                           |
| Benetton Treviso | 24 - 23 | NEC Harlequins | Stadio Comunale di Monigo |
|                  |         |                | Stadio Comunale di Monigo |

| 8 janeiro, 2000 |        |                |                   |
| Cardiff RFC     | 30 - 5 | AS Montferrand | Cardiff Arms Park |
|                 |        |                | Cardiff Arms Park |

| 16 janeiro, 2000 |         |             |                      |
| NEC Harlequins   | 26 - 30 | Cardiff RFC | The Twickenham Stoop |
|                  |         |             | The Twickenham Stoop |

| 16 janeiro, 2000 |        |                  |                       |
| AS Montferrand   | 41 - 7 | Benetton Treviso | Stade Marcel Michelin |
|                  |        |                  | Stade Marcel Michelin |

| Time             | J | V | E | D | TF | TC | TD  | PF  | PC  | PD  | Pts |
| ---------------- | - | - | - | - | -- | -- | --- | --- | --- | --- | --- |
| Cardiff RFC      | 6 | 4 | 1 | 1 | 14 | 13 | 1   | 168 | 141 | 27  | 9   |
| AS Montferrand   | 6 | 4 | 0 | 2 | 19 | 6  | 13  | 154 | 85  | 69  | 8   |
| Benetton Treviso | 6 | 2 | 0 | 4 | 6  | 16 | −10 | 100 | 167 | −67 | 4   |
| NEC Harlequins   | 6 | 1 | 1 | 4 | 8  | 12 | −4  | 120 | 149 | −29 | 3   |

### 6 Grupo
| 19 novembro, 1999  |         |           |                    |
| Northampton Saints | 21 - 12 | Neath RFC | Franklin's Gardens |
|                    |         |           | Franklin's Gardens |

| 19 novembro, 1999 |         |             |            |
| Edinburgh Rugby   | 23 - 18 | FC Grenoble | Netherdale |
|                   |         |             | Netherdale |

| 27 novembro, 1999 |         |                 |           |
| Neath RFC         | 20 - 31 | Edinburgh Rugby | The Gnoll |
|                   |         |                 | The Gnoll |

| 27 novembro, 1999 |         |                    |                    |
| FC Grenoble       | 20 - 18 | Northampton Saints | Stade Lesdiguieres |
|                   |         |                    | Stade Lesdiguieres |

| 11 dezembro, 1999 |         |             |           |
| Neath RFC         | 43 - 14 | FC Grenoble | The Gnoll |
|                   |         |             | The Gnoll |

| 11 dezembro, 1999  |        |                 |                    |
| Northampton Saints | 32 - 8 | Edinburgh Rugby | Franklin's Gardens |
|                    |        |                 | Franklin's Gardens |

| 17 dezembro, 1999 |        |                    |          |
| Edinburgh Rugby   | 8 - 47 | Northampton Saints | Myreside |
|                   |        |                    | Myreside |

| 18 dezembro, 1999 |         |           |                     |
| FC Grenoble       | 21 - 10 | Neath RFC | Stade Chaban Delmas |
|                   |         |           | Stade Chaban Delmas |

| 7 janeiro, 2000 |         |           |          |
| Edinburgh Rugby | 23 - 20 | Neath RFC | Myreside |
|                 |         |           | Myreside |

| 9 janeiro, 2000    |         |             |                    |
| Northampton Saints | 27 - 16 | FC Grenoble | Franklin's Gardens |
|                    |         |             | Franklin's Gardens |

| 15 janeiro, 2000 |         |                    |           |
| Neath RFC        | 23 - 39 | Northampton Saints | The Gnoll |
|                  |         |                    | The Gnoll |

| 15 janeiro, 2000 |         |                 |                    |
| FC Grenoble      | 21 - 19 | Edinburgh Rugby | Stade Lesdiguieres |
|                  |         |                 | Stade Lesdiguieres |

| Time               | J | V | E | D | TF | TC | TD | PF  | PC  | PD  | Pts |
| ------------------ | - | - | - | - | -- | -- | -- | --- | --- | --- | --- |
| Northampton Saints | 6 | 5 | 0 | 1 | 19 | 7  | 12 | 184 | 87  | 97  | 10  |
| Edinburgh Rugby    | 6 | 3 | 0 | 3 | 13 | 15 | −2 | 110 | 140 | −30 | 6   |
| FC Grenoble        | 6 | 3 | 0 | 3 | 13 | 19 | −6 | 112 | 158 | −46 | 6   |
| Neath RFC          | 6 | 1 | 0 | 5 | 13 | 17 | −4 | 128 | 149 | −21 | 2   |

### Atribuição de lugares
| Vaga | Vencedores         | Pts | TF | +/−  |
| ---- | ------------------ | --- | -- | ---- |
| 1    | Stade Toulousain   | 10  | 24 | +127 |
| 2    | Northampton Saints | 10  | 19 | +97  |
| 3    | Munster Rugby      | 10  | 19 | +56  |
| 4    | Llanelli Scarlets  | 10  | 17 | +66  |
| 5    | Cardiff RFC        | 9   | 14 | +27  |
| 6    | Stade Français     | 8   | 22 | +83  |
| Vaga | Segundos           | Pts | TF | +/−  |
| 7    | London Wasps       | 10  | 16 | +64  |
| 8    | AS Montferrand     | 8   | 19 | +69  |
| -    | Bath Rugby         | 8   | 15 | +90  |
| -    | Leinster Rugby     | 8   | 12 | +12  |
| -    | Saracens F.C.      | 6   | 24 | +53  |
| -    | Edinburgh Rugby    | 6   | 13 | −30  |

## Segunda fase
|  | Quartas de final   | Quartas de final   |                             |    | Semifinais | Semifinais |  |  | Final | Final |
|  |                    |                    |                             |    |            |            |  |  |       |       |
|  | Toulouse           |                    |                             |    |            |            |  |  |       |       |
|  |                    |                    |                             |    |            |            |  |  |       |       |
|  | Toulouse           | 31                 |                             |    |            |            |  |  |       |       |
|  | Toulouse           | 31                 | Toulouse                    |    |            |            |  |  |       |       |
|  | Montferrand        | 18                 |                             |    |            |            |  |  |       |       |
|  | Montferrand        | 18                 | Toulouse                    | 25 |            |            |  |  |       |       |
|  | Munster            |                    | Toulouse                    | 25 |            |            |  |  |       |       |
|  |                    | Munster            | 31                          |    |            |            |  |  |       |       |
|  | Munster            | Munster            | 31                          | 27 |            |            |  |  |       |       |
|  | Munster            |                    | Twickenham Stadium, Londres | 27 |            |            |  |  |       |       |
|  | Stade Français     | 10                 |                             |    |            |            |  |  |       |       |
|  | Stade Français     | 10                 | Munster (Irlanda)           | 8  |            |            |  |  |       |       |
|  | Northampton        |                    | Munster (Irlanda)           | 8  |            |            |  |  |       |       |
|  |                    | Northampton Saints | 9                           |    |            |            |  |  |       |       |
|  | Northampton Saints | Northampton Saints | 9                           | 25 |            |            |  |  |       |       |
|  | Northampton Saints | Northampton        |                             | 25 |            |            |  |  |       |       |
|  | London Wasps       | 22                 |                             |    |            |            |  |  |       |       |
|  | London Wasps       | 22                 | Northampton Saints          | 31 |            |            |  |  |       |       |
|  | Llanelli           |                    | Northampton Saints          | 31 |            |            |  |  |       |       |
|  |                    | Llanelli           | 28                          |    |            |            |  |  |       |       |
|  | Llanelli           | Llanelli           | 28                          | 22 |            |            |  |  |       |       |
|  | Llanelli           |                    |                             | 22 |            |            |  |  |       |       |
|  | Cardiff RFC        | 3                  |                             |    |            |            |  |  |       |       |
|  | Cardiff RFC        | 3                  |                             |    |            |            |  |  |       |       |

## Quartas de final
| 15 abril, 2000 |         |                |              |
| Munster Rugby  | 27 - 10 | Stade Français | Thomond Park |
|                |         |                | Thomond Park |

| 15 abril, 2000    |        |             |              |
| Llanelli Scarlets | 22 - 3 | Cardiff RFC | Stradey Park |
|                   |        |             | Stradey Park |

| 15 abril, 2000   |         |               |                           |
| Stade Toulousain | 31 - 18 | AS Monferrand | Stade Municipal, Toulouse |
|                  |         |               | Stade Municipal, Toulouse |

| 16 abril, 2000     |         |              |                    |
| Northampton Saints | 25 - 22 | London Wasps | Franklin's Gardens |
|                    |         |              | Franklin's Gardens |

### Semi-finais
| 6 maio, 2000     |         |               |                     |
| Stade Toulousain | 25 - 31 | Munster Rugby | Stade Chaban Delmas |
|                  |         |               | Stade Chaban Delmas |

| 7 maio, 2000       |         |                   |                  |
| Northampton Saints | 31 - 28 | Llanelli Scarlets | Madejski Stadium |
|                    |         |                   | Madejski Stadium |

### Final
| 27 maio, 2000      |       |               |            |
| Northampton Saints | 9 - 8 | Munster Rugby | Twickenham |
|                    |       |               | Twickenham |

## Campeão
| Copa Heineken 1999-00                      |
| ------------------------------------------ |
| Northampton Saints Northampton (1º título) |